# デキムス・ユニウス・ブルトゥス・アルビヌス

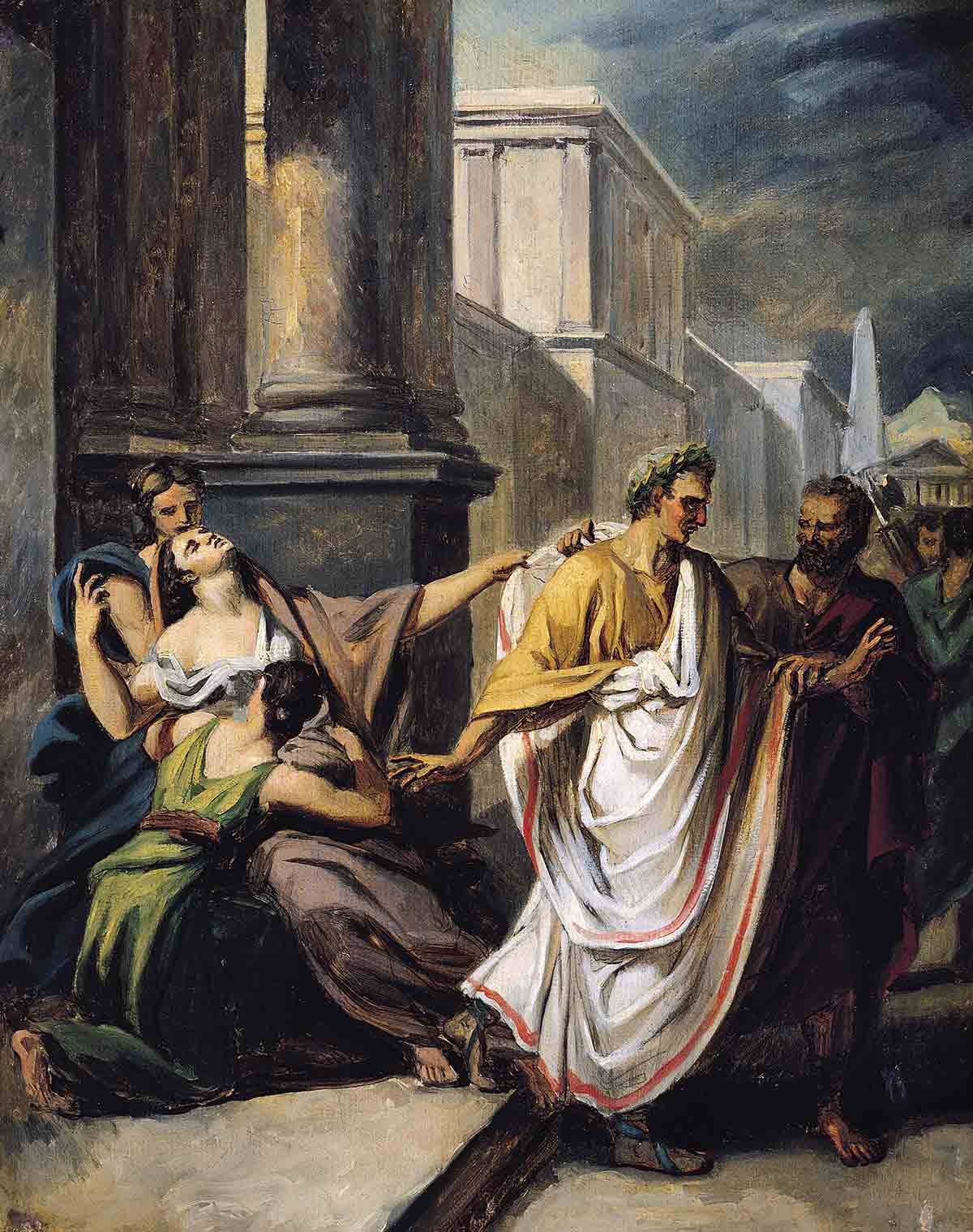
デキムス・ユニウス・ブルトゥス・アルビヌス

デキムス・ユニウス・ブルトゥス・アルビヌス（ラテン語: Decimus Junius Brutus Albinus, 紀元前85年頃 - 紀元前43年）は、共和政ローマ期の軍人・政治家。ガイウス・ユリウス・カエサルの腹心の1人であったが、カエサル暗殺に参与した。

## 生涯
デキムス・ブルトゥスはカエサルの遠縁に当たり、紀元前77年に執政官を務めた同名のデキムス・ユニウス・ブルトゥスの息子にあたる。若年時はプブリウス・クロディウス・プルケルやマルクス・アントニウスの仲間として活動した。
ブルトゥスが本格的に史上に名前が上がるのは、カエサルによるガリア戦争へレガトゥス（総督代理）として従軍した時からとなるが、同じガリア遠征軍にはプブリウス・リキニウス・クラッススやクィントゥス・トゥッリウス・キケロらローマ元老院有力者の子弟も多数参加した。ガリア戦争では、紀元前56年のモルビアン湾の海戦で海戦に強みを持つウェネティ族を相手に勝利を収めたほか、カエサルからたびたび軍団の指揮を任され、アレシアの戦いにも参戦、ガリア戦争の勝利に貢献した。
カエサルとグナエウス・ポンペイウスの間で行われたローマ内戦でもカエサルに従った。元老院派に組したマッシリア（現：マルセイユ）に対する戦い（マッシリア包囲戦）でもカエサルより船団を任されルキウス・ドミティウス率いる船団の迎撃及び同市の封鎖を行い、ガイウス・トレボニウスと共にマッシリア降伏に寄与した。
また、紀元前48年から紀元前46年まで法務官格副官としてガリアの統治を行い、紀元前44年にはカエサルからガリア・キサルピナにおける執政官格の指揮権（インペリウム）を与えられ、紀元前42年の執政官にも指名されていた。しかし、属州ガリア・キサルピナへ出発する前の3月15日、従兄弟のマルクス・ユニウス・ブルトゥスとガイウス・カッシウス・ロンギヌスが首謀したカエサル暗殺に加担し、ポンペイウス劇場でのカエサル刺殺にも参加。ブルトゥスは8番目にカエサルを刺したと伝えられる。
有名な言葉「ブルータス、お前もか」は、暗殺の指導者の1人で、カエサルが最も愛したと伝えられるセルウィリアの息子であるマルクス・ユニウス・ブルトゥスを指す。数日後、カエサルの遺言状が開封された。第一相続人に当時18歳の大甥ガイウス・オクタウィウス・トゥリヌス（後のアウグストゥス）、第二相続人にデキムス・ブルトゥスとの内容であった。カエサルの遺言状ではブルトゥスは第1位遺産相続人である大甥オクタウィアヌス（後のアウグストゥス）に次ぐ第2位遺産相続人の1人、そしてオクタウィウスが若年の場合の後見人に指名されていた。その事実を知ったブルトゥスは、蒼白になって暗殺に加わったことを後悔し、家に閉じこもったと言われる。
その後は共和派の将軍として、カエサルの後継者を自任していたマルクス・アントニウスらカエサル派に抗した。生前のカエサルによって任命されていたガリア・キサルピナに移動していたブルトゥスは、ムティナ（現モデナ）でアントニウスの攻囲を受けたが、アウルス・ヒルティウス、ガイウス・ウィビウス・パンサ・カエトロニアヌスの両執政官及びオクタウィアヌスの救援を受け包囲を脱し、アントニウスを追撃した。しかし、ガリアでマルクス・アエミリウス・レピドゥスがアントニウスに合同するとこれに敗北し、逃走中殺害された。
シェイクスピアの戯曲『ジュリアス・シーザー』の中では「デキウス」として登場するが、これはシェイクスピアの誤りである。